# Dłubnia (rzeka)
Dłubnia (dawniej znana jako Glanówka, również jako Gorąca) – rzeka, lewy dopływ Wisły o długości 50,76 km i powierzchni dorzecza 272 km². 
Dłubnia płynie przez Wyżynę Olkuską, Wyżynę Miechowską, Płaskowyż Proszowicki do Niziny Nadwiślańskiej, w województwie małopolskim. Wypływa ze źródła we wsi Jangrot, na wschód od Olkusza. Przepływa przez Imbramowice, Wysocice, Sieciechowice, Michałowice, Raciborowice, Kończyce, Batowice oraz dawne wsie stanowiące części Krakowa: Dłubnię, Bieńczyce, Krzesławice i Mogiłę, gdzie uchodzi do Wisły.
Dopływami Dłubni są: Baranówka (Luborzycki Potok), kanał Burzowiec, Minóżka i Młynkówka.

## Galeria

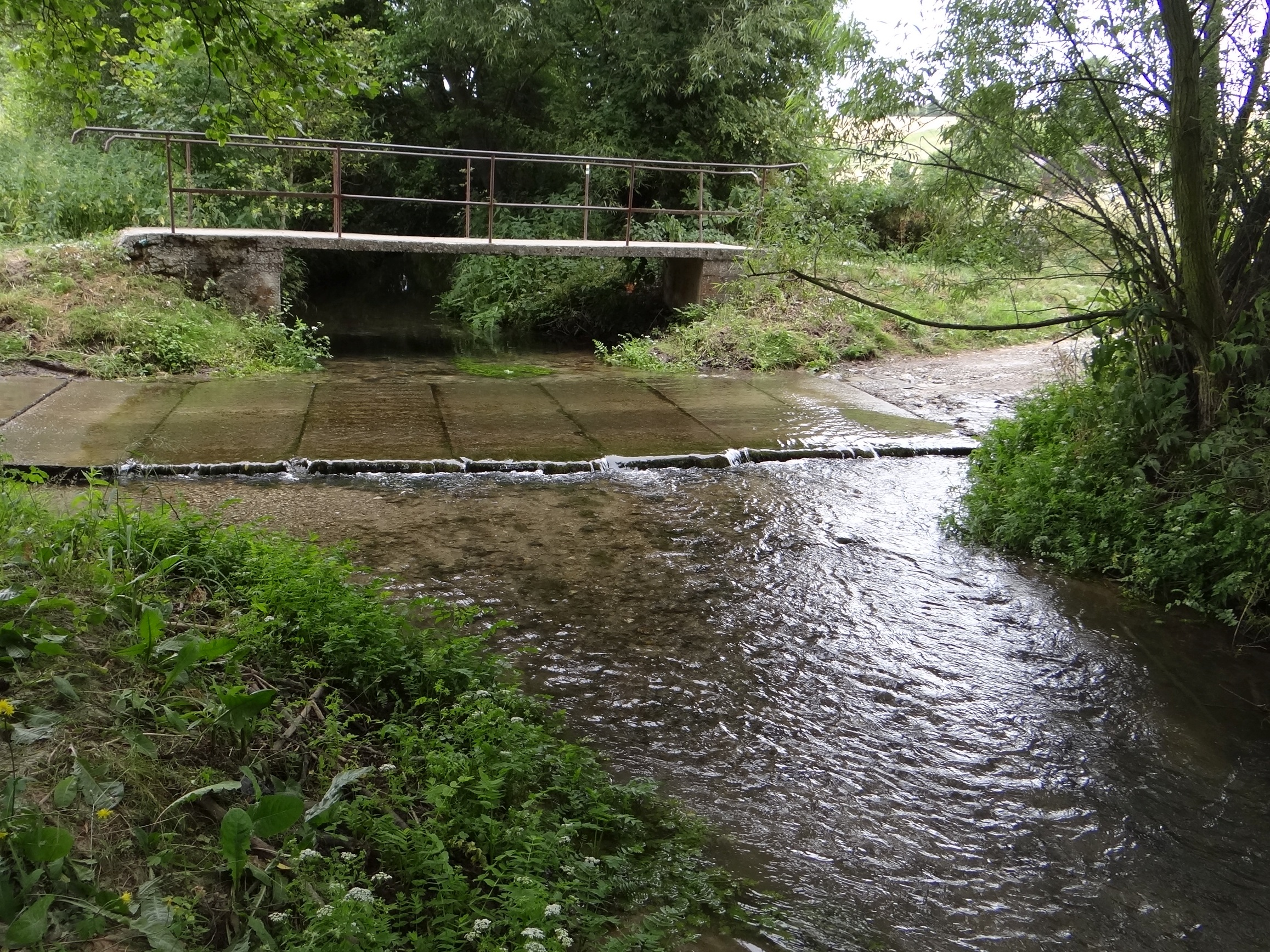
Dłubnia w Imbramowicach
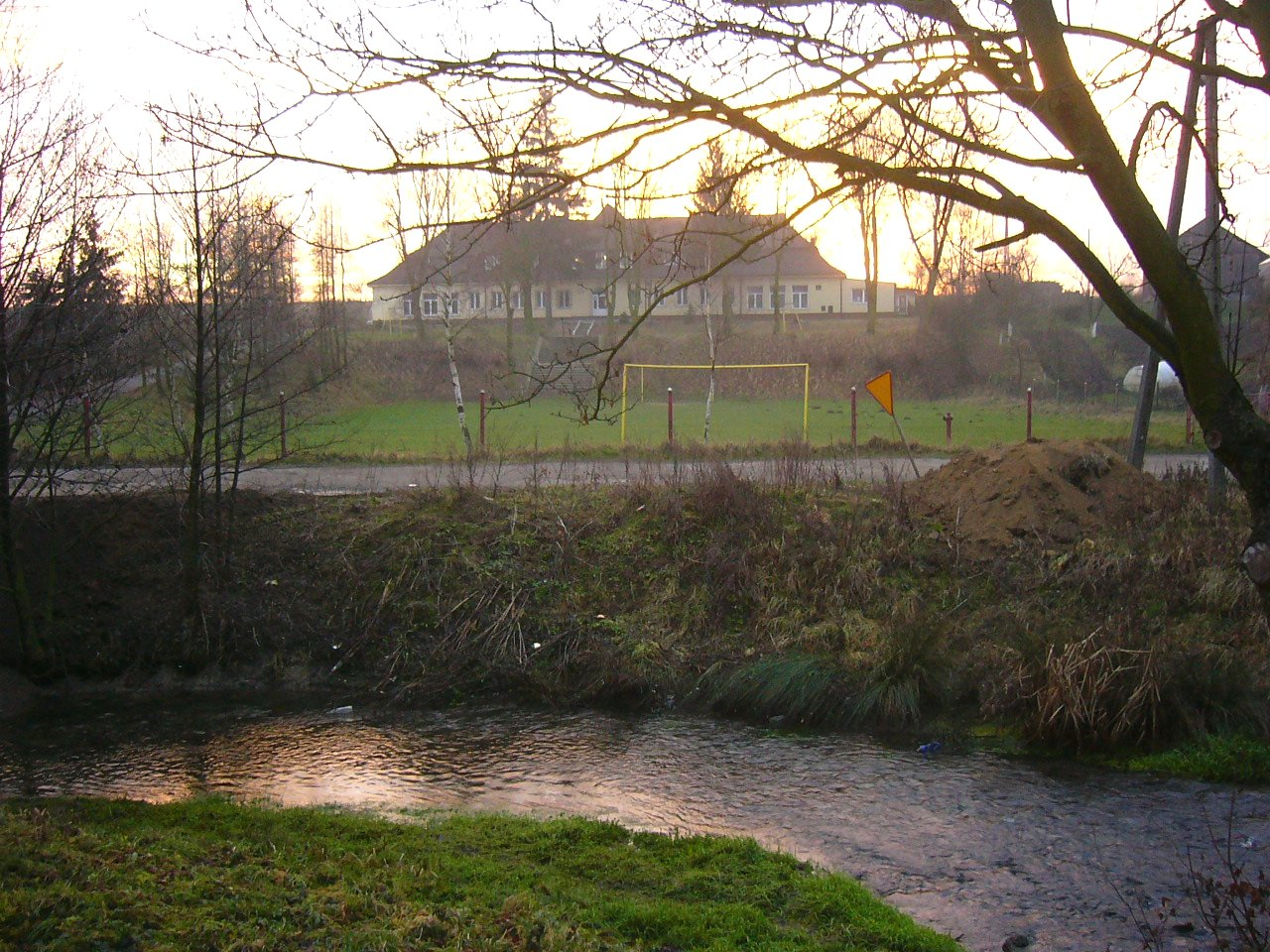
Dłubnia w Wysocicach
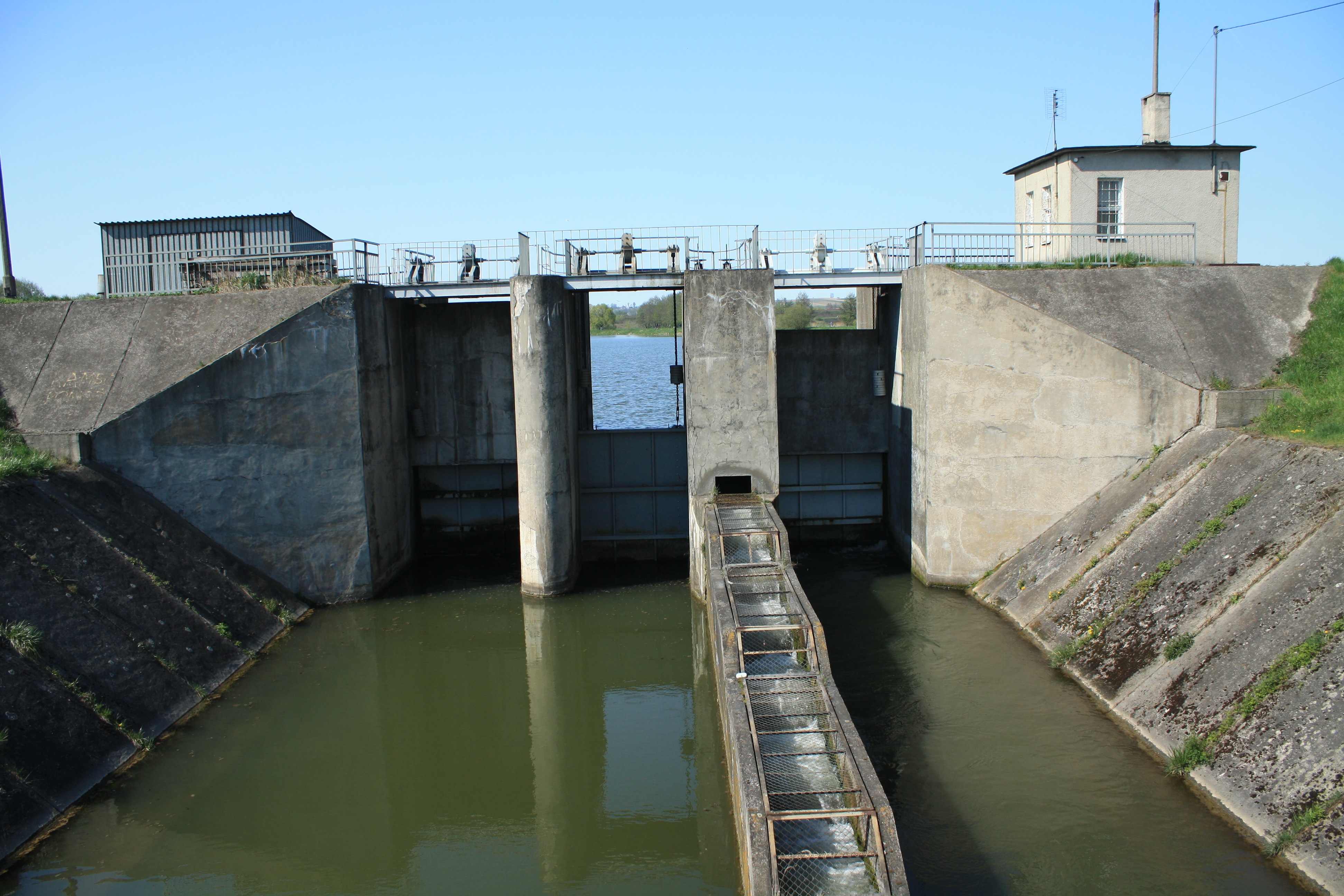
Zapora na Dłubni w Zesławicach
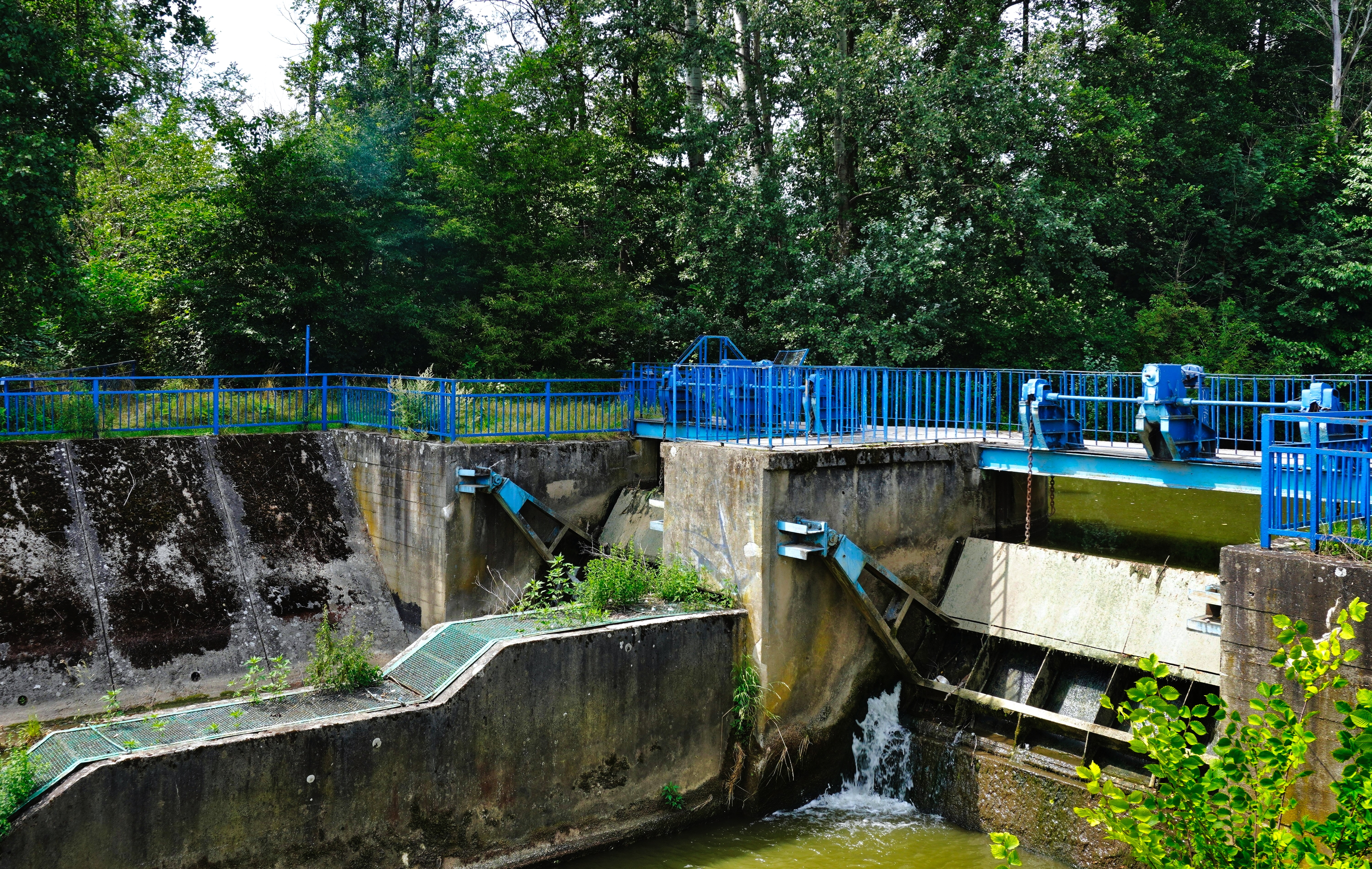
Jaz na Dłubni w Bieńczycach
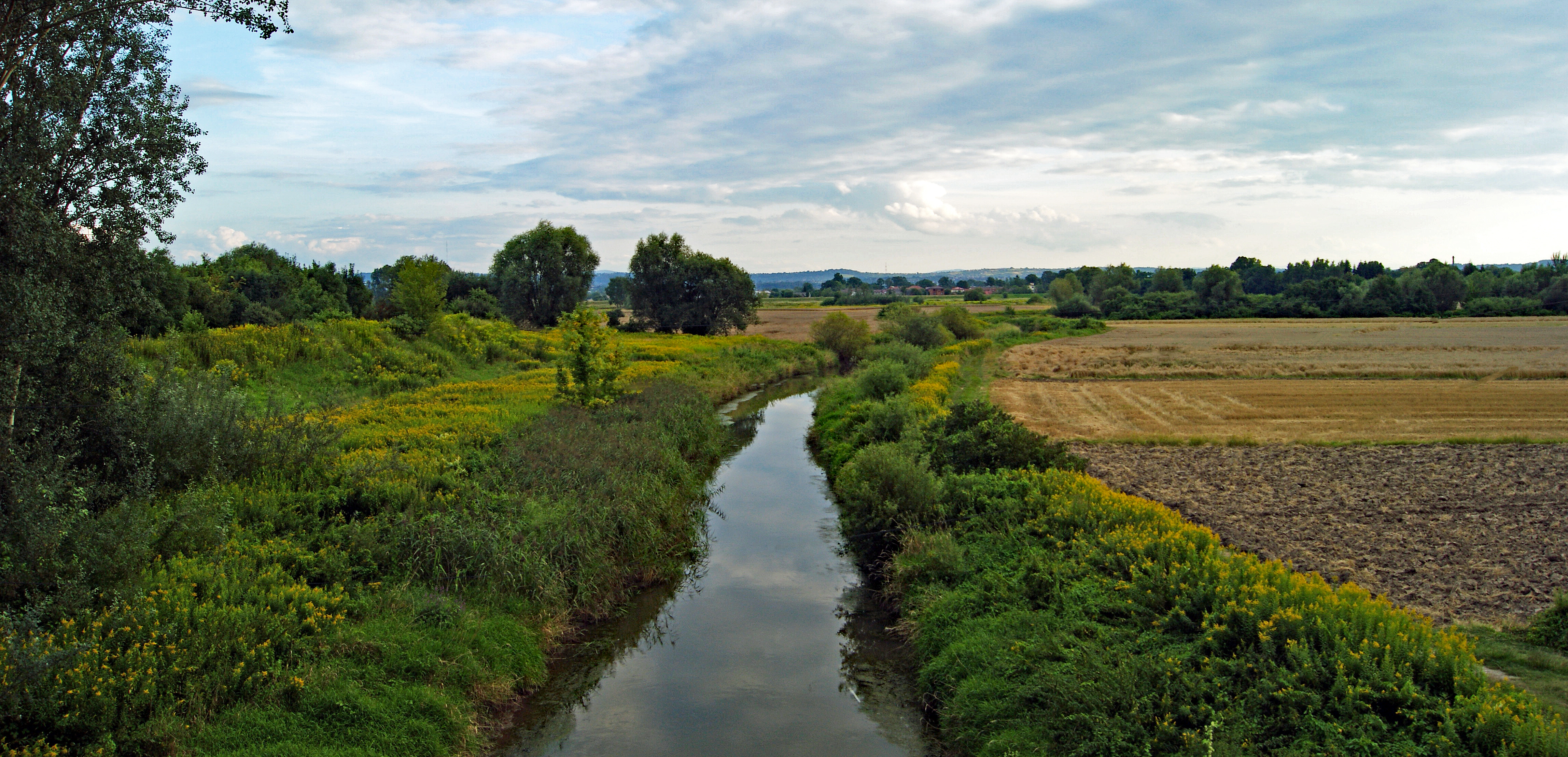
Dłubnia w Mogile przy ujściu do Wisły